# Vitjazema aleutica
Vitjazema aleutica is een lepelworm uit de familie Bonelliidae.
De wetenschappelijke naam van de soort werd in 1958 gepubliceerd door Zenkevitch.